# Reinhard Alber
Reinhard Alber (nascido em 6 de fevereiro de 1964) é um ex-ciclista alemão.
Alber representou Alemanha Ocidental nos Jogos Olímpicos de 1984, conquistando uma medalha de bronze na prova de perseguição por equipes (4 000 m).